# Fläckbröstad papegojnäbb
Fläckbröstad papegojnäbb (Paradoxornis guttaticollis) är en asiatisk fågel i familjen papegojnäbbar inom ordningen tättingar.

## Utseende och läte
Fläckbröstad papegojnäbb är en stor (18-22 cm) papegojnäbb med kraftig näbb. Hjässa och nacke är rostfärgade, något mer beigefärgad i pannan medan resten av ovansidan rostbrun. Karakteristiskt är pilspetsformad fläckning på strupe och bröst och svart kindfläck. Undersidan är blekt beigefärgad. Sången som utförs från en exponerad sittplats, som från toppen av ett högt grässtrå, är en högljudd stacccatoserie bestående av tre till sju toner.

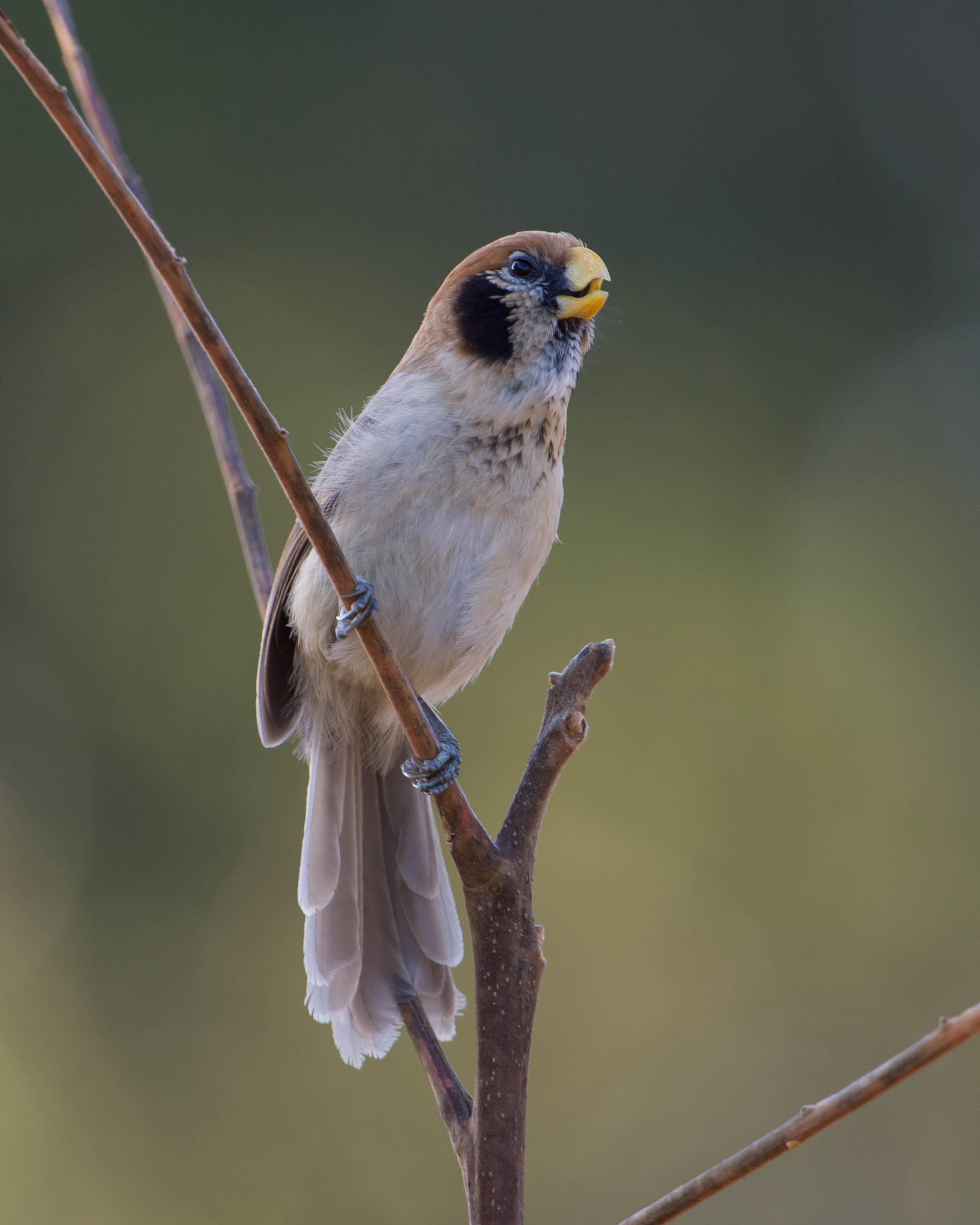

## Utbredning och systematik
Arten förekommer i bergsskogar från Assam till östra Myanmar, södra Kina och norra Indokina. Den behandlas som monotypisk, det vill säga att den inte delas in i några underarter.

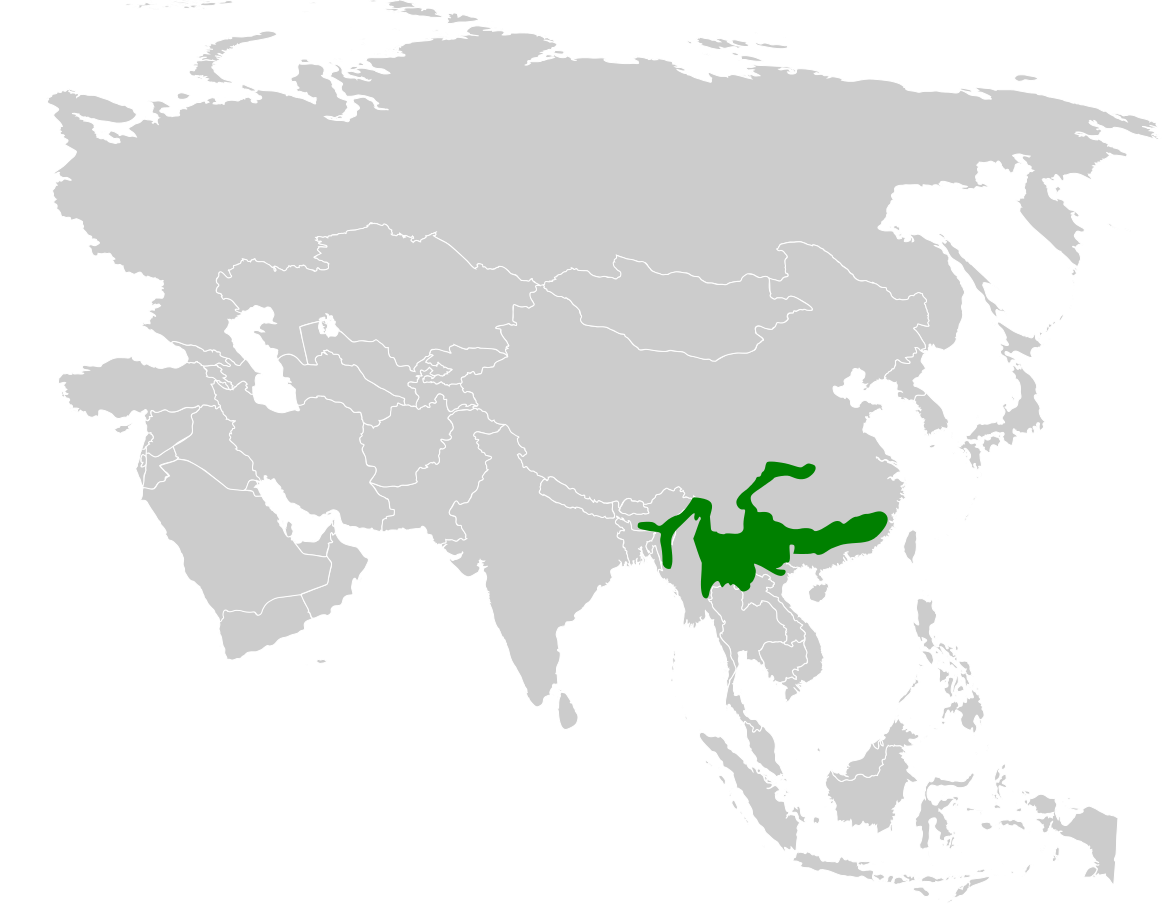
Artens utbredningsområde.

### Släktestillhörighet
Tidigare inkluderades alla papegojnäbbar förutom större papegojnäbb i Paradoxornis. DNA-studier visar dock att större papegojnäbb och den amerikanska arten messmyg (Chamaea fasciata) är inbäddade i släktet. Paradoxornis delades därför upp i ett antal mindre släkten. Fläckbröstad och svartbröstad papegojnäbb (Paradoxornis flavirostris) var de enda arter som då behölls i Paradoxornis. Sedermera har taxonomin justerats så att papegojnäbbarna delas upp i endast två släkten, de större arterna i Paradoxornis (inklusive Conostoma) som utgör systergrupp till messmygen, och de mindre i Suthora.

### Familjetillhörighet
DNA-studier visar att papegojnäbbarna bildar en grupp tillsammans med den amerikanska arten messmyg, de tidigare cistikolorna i Rhopophilus samt en handfull släkten som tidigare också ansågs vara timalior (Fulvetta, Lioparus, Chrysomma, Moupinia och Myzornis). Denna grupp är i sin tur närmast släkt med sylvior i Sylviidae och har tidigare inkluderats i den familj, vilket i stor utsträckning görs fortfarande. Enligt sentida studier skilde sig dock de båda grupperna sig åt för hela cirka 19 miljoner år sedan, varför tongivande International Ornithological Congress (IOC) numera urskilt dem till en egen familj, Paradoxornithidae. Denna linje följs här.

## Levnadssätt
Fläckbröstad papegojnäbb påträffas i gräs- och snårmarker, övergiven odlingsbygd och bambustånd. Den födosöker i små grupper på jakt efter insekter och deras larver, frön och bär. Fågeln häckar mellan april och juli. Den är stannfågel, men kan möjligen företa sig små rörelser i höjdled lokalt i Kina.

## Status och hot
Artens populationstrend är okänd, men utbredningsområdet är relativt stort. Internationella naturvårdsunionen IUCN anser inte att den är hotad och placerar den därför i kategorin livskraftig. Världspopulationen har inte uppskattats, men den beskrivs som mycket vida spridd och generellt ganska vanlig i rätt miljö.